# Фыркал
Фырка́л (хак. Палты-коль — «Топор-озеро») — проточное пресное озеро в Ширинском районе Республики Хакасия.
Находится в Чулымо-Енисейской котловине в 15 км к северо-западу от районного центра — села Шира.
Площадь — 8,7 км², абс. высота уреза воды — 411,3 м, длина береговой линии — 17,5 км. В озеро впадает река Колекджул, вытекает река Абдинка (Фыркалка) — правый приток Белого Июса. Западные и южные берега заболочены, с зарослями камышей. На северном берегу озера расположен аал Фыркал.
Вода слабощелочная, по составу гидрокарбонатная, кальциево-магниевая. Дно покатое, покрыто слоем темно-серых илов. По предварительным данным, илы относятся к лечебным грязям переходного типа, по свойствам близким к сапропелям. Озеро мелководно и богато рыбой, используется в рекреационных целях.